# Chorus Island
Chorus Island (englisch für Chor-Insel) ist eine kleine, runde und kuppelförmige Insel vor der Ingrid-Christensen-Küste des ostantarktischen Prinzessin-Elisabeth-Lands. Sie gehört zu den Svennerøyane in der Prydz Bay und liegt nordöstlich von Guitar Island.
Das Antarctic Names Committee of Australia benannte sie 2021 in Erinnerung an die Tradition des Musizierens und Singens bei Antarktisexpeditionen zur Aufrechterhaltung des Gemeinschaftssinns ihrer Teilnehmer.